# Géographie de la Finlande
La Finlande est l'un des pays les plus septentrionaux d'Europe : un tiers de sa superficie se situe au-delà du cercle polaire arctique. Elle partage des frontières terrestres avec la Suède à l'ouest, la Norvège au nord et la Russie à l'est. Ses façades maritimes ouvrent sur la mer Baltique, avec à l'ouest le golfe de Botnie et au sud le golfe de Finlande.

## Topographie
L'essentiel de la superficie de la Finlande repose sur un vieux socle hercynien lissé par les glaciers. Leur retrait à la fin de la glaciation de Würm a laissé un paysage caractéristique de collines granitiques parsemé de milliers de lacs et étangs. La Finlande est un pays de 338 145 km2, réparti en 304 623 km2 de terre et 33 522 km2 de lacs — le pays en possède 187 888 exactement. L'eau représente 10 % du territoire. Au cœur du pays, le lac Saimaa est le quatrième plus grand d'Europe, avec une superficie de 4 400 km2.

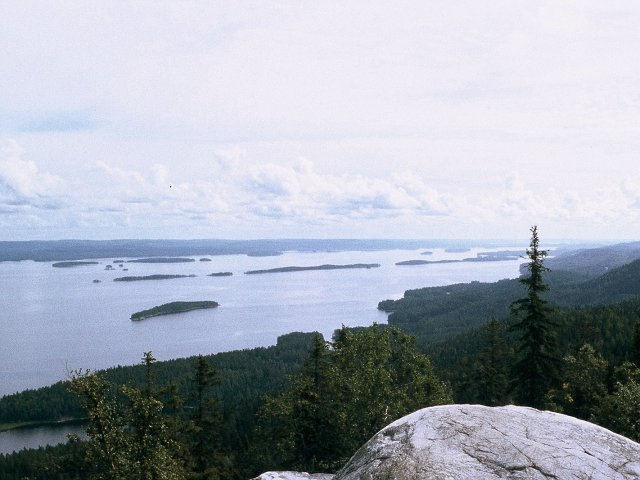

Le paysage finlandais est plat dans la partie sud-ouest et dans les vastes plaines côtières d'Ostrobotnie, vallonné de collines dans le centre et l'est — altitude inférieure à 350 mètres au sud du 65e parallèle. La Laponie est parfois montagneuse, mais le plus souvent formée de vastes étendues assez planes occupées par des lacs, des marais et des tourbières. Les reliefs les plus caractéristiques de la Laponie sont les « tunturit » (singulier « tunturi », « fell » en anglais et « fjäll » en suédois), collines dont l'altitude dépasse la limite de la forêt qui dans cette région au climat subarctique est peu élevée, autour de 300 m dans les environs de Sodankylä par exemple. Le point le plus élevé (1 328 m), le mont Halti, se trouve dans la pointe nord-ouest de la Laponie, près de la frontière norvégienne. Au sud de Turku, la côte est très accidentée, présentant de nombreux caps, récifs et îles. La Finlande compte 179 584 îles, dont la plupart se trouvent dans l’archipel d’Åland et le long de la côte méridionale du Golfe de Finlande, notamment dans l'Archipel de Turku.
Les lacs se comptent par dizaines de milliers, les plus vastes d'entre eux étant le lac Saimaa et le lac Päijänne. Le paysage est d'autre part dominé par les forêts boréales (conifères et bouleaux) (environ 68 % du pays) et le pays possède assez peu de terres arables. Des moraines sableuses de plusieurs dizaines de kilomètres de long, comme celles de Salpausselkä ou de Suomenselkä, forment également un aspect caractéristique du paysage finlandais.
Les retraits des anciens glaciers permettent à la Finlande de gagner chaque année du territoire sur la mer Baltique. En effet, soulagé de leur poids, le sud de la Finlande s'élève par endroits de plusieurs millimètres par an. C'est l'effet d'isostasie. La superficie du pays augmente d'environ sept à dix kilomètres carrés par an.

## Géologie
Le socle rocheux de la Finlande est formé principalement de roches précambriennes du bouclier scandinave (gneiss, granit et schistes). Le relief de la Finlande s'est formé il y a environ un milliard d'années, si bien qu'il est aujourd'hui très érodé et peu marqué. Seuls quelques dômes de quartzite ont relativement bien résisté à l'érosion, et ils forment les rares collines du pays.

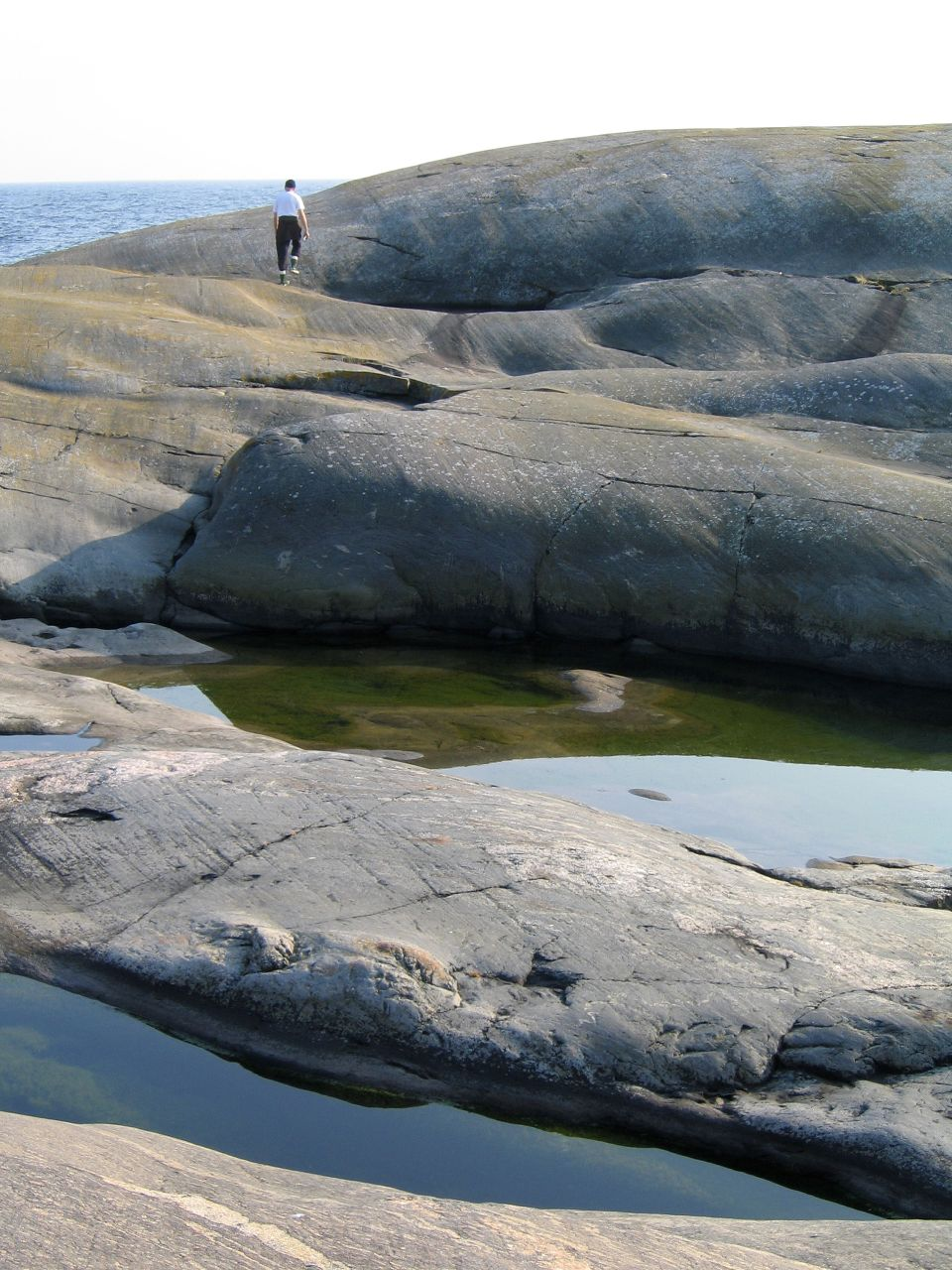
Rochers de granit érodés par le mouvement des glaciers, sur l'île de Söderskär face à la côte méridionale de la Finlande.

Le paysage actuel est essentiellement marqué par les glaciations. Il y a 10 000 ans, la banquise recouvrait la totalité de la Finlande : les glaciers ont charrié des rochers puis ont laissé en se retirant de vastes moraines, érodées à leur tour par l'eau de fonte. Les paysages présentent des formes typiques de paysage glaciaire : roches moutonnées, drumlins et eskers. Autour des moraines, comme à Suomenselkä dans l'ouest, ou à Salpausselkä au sud, l'épaisseur des dépôts de sédiments glaciaires peut dépasser par endroits 100 m. L'eau de fonte des glaciers a donné naissance au lac Ancylus, ancêtre de l'actuelle Mer Baltique, et recouvert une grande partie du pays. Le lac s'est ouvert il y a 7 000 ans sur la Mer du Nord. L'abaissement du niveau de l'eau, conjugué à la surrection isostatique a donné au fil des siècles suivant le relief actuel du pays. Dans l'intérieur des terres, l'eau de fonte des glaciers a noyé les dépressions du relief et rempli d'anciennes failles, donnant naissance à la multitude de lacs de la Finlande. Le  processus de surrection du relief se poursuit aujourd'hui : ainsi la côte d’Österbotten s'élève de 8 mm/an au-dessus de la Mer baltique. Il s'ensuit presque à chaque printemps des inondations, car les rivières n'ont pas de chenal d'écoulement naturel formé vers les côtes et les eaux de fontes peuvent librement s'épancher à travers le pays. Au cours des derniers siècles, certaines villes, comme Pori et Vaasa, ont été rebâties plus à l'ouest de plusieurs kilomètres car leurs ports étaient asséchés.
Le type de sédiment le plus commun dans les sols est la tillite, qui est un héritage des glaciations. Comme on ne trouve de la craie ou du marbre que dans des sites isolés en Finlande, les dépôts glaciaires sont souvent pauvres en calcaire, et c'est pourquoi ils donnent des sols sujets à l'acidification. Dans les dépressions du relief, formées lors de la phase du lac d'Ancylus et de la formation de la Baltique, les sédiments glaciaires sont souvent recouverts par des sédiments marins, enrichis en carbonates. Ces sols limoneux, combinés à la douceur du climat, concentrent la culture des céréales sur les côtes ouest et sud de la Finlande ; car dans l'intérieur du pays, les sols sont peu favorables à l'agriculture du fait de leur acidification et de la fossilisation : il faut les chauler, les principales ressources en chaux étant fournies par les carrières de Pargas, de Lohja et de Lappeenranta.
Si les mines de fer de Finlande sont aujourd'hui pratiquement épuisées, il subsiste d'importants gisements de cuivre, de nickel, de zinc et de chrome. Dans les années 1860, la découverte de quartz aurifères dans la vallée du Kemijoki déclencha une véritable ruée vers l'or en Laponie. Les rivières de Laponie sont toujours en exploitation, soit par orpaillage, soit par lixiviation industrielle : un filon important se trouve à Pahtavaara près de Sodankylä. Les autres placers se répartissent un peu partout à l'intérieur du pays : dernièrement, en 1996, on a découvert près de Kittilä un filon estimé à 50 tonnes d'or. La Finlande est aussi le plus gros exportateur de talc d'Europe. Cette roche, très utilisée dans l'industrie de la pâte à papier, est extraite en grandes quantités à Sotkamo et Polvijärvi. Parmi les autres minéraux d'intérêt industriel extraits en Finlande, on trouve la wollastonite, dolomite, apatite, quartz et feldspath.

## Climat

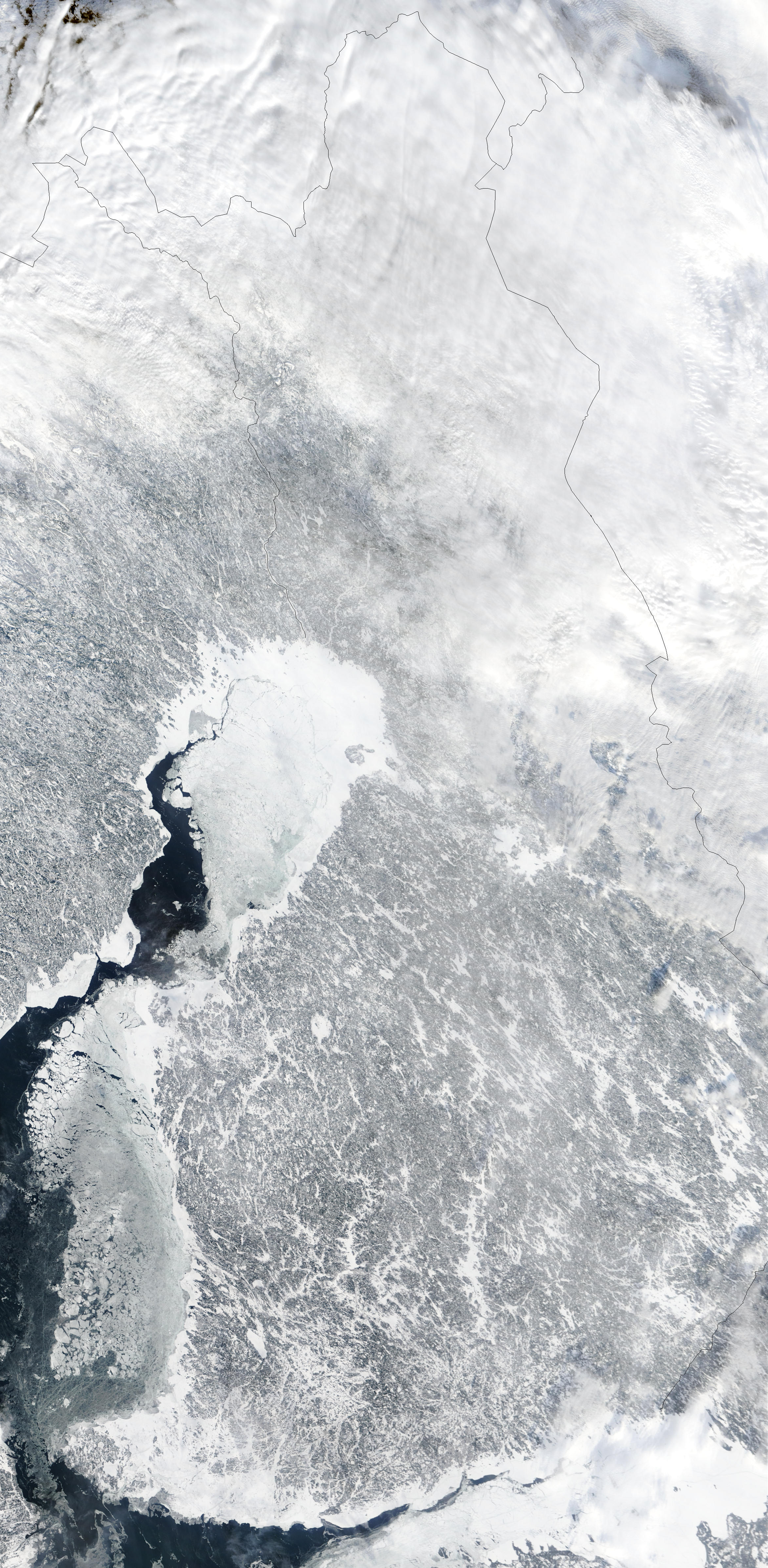
Photo satellite du 19 février 2003, montrant l'étendue de la banquise de la mer Baltique.

La Finlande se trouve à la limite de la zone continentale (côte sud) et de la zone nordique. Les vents d'ouest dominants des zones dépressionnaires peuvent apporter un temps humide et changeant ; à l'opposé, les Alpes scandinaves tiennent la Finlande à l'écart des cyclones atlantiques, de sorte qu'elle bénéficie d'anticyclones continentaux stables. La Mer Baltique, les lacs et surtout l'influence du Gulf Stream viennent modérer les rigueurs du climat, ce qui donne un climat relativement clément sous de telles latitudes : ainsi, Kuopio est à peu près à la même latitude que la ville de Iakoutsk en Sibérie, mais la température moyenne annuelle y est plus élevée de 13 °C.
Le volume des précipitations de la Finlande méridionale se situe entre 600 et 700 mm annuels. Le Nord du pays est par contre beaucoup plus sec, mais cette différence est compensée par la faible évaporation. Le mois le plus sec, pour tout le pays, est le mois de mars ; les plus humides sont juillet et août.

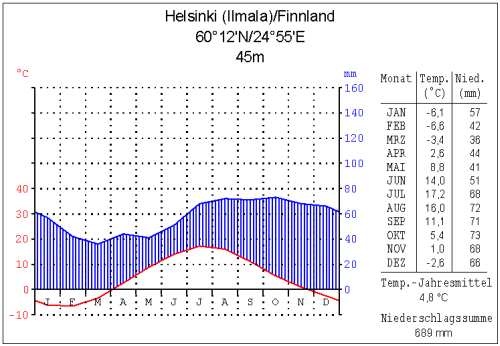
Diagramme climatique d'Helsinki
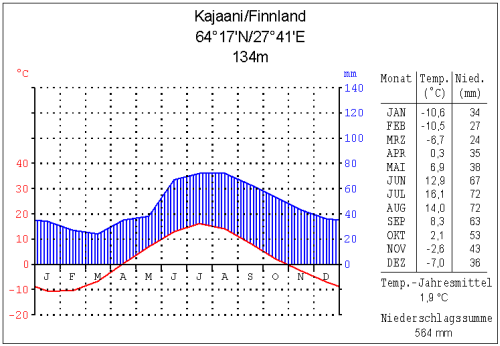
Diagramme climatique de Kajaani
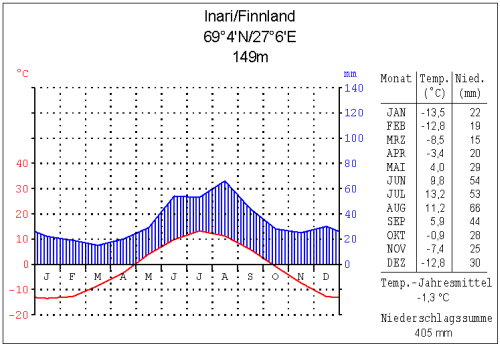
Diagramme climatique d’Inari

La stratification thermique du pays est pratiquement orientée Nord-Sud, sur les plus de 1 000 km de latitude du pays. La température moyenne annuelle sur la côte méridionale est de 5 °C, alors que dans le nord et en Laponie elle est de −2 °C. La durée des saisons dépend également beaucoup de la latitude : au sud-ouest, l'hiver ne dure que 100 jours, alors qu'en Laponie il dure jusqu'à 200 jours. Au cours du mois le plus froid, janvier ou février, la température moyenne tombe entre −4 et −14 °C. La plus basse température jamais enregistrée en Finlande a été −51,5 °C à Pokka près de Kittilä, le 28 janvier 1999. Il neige entre octobre et début janvier. Le manteau neigeux a une épaisseur courante de 20–30 cm au sud, et de 60–90 cm à l'est et dans le Nord. Il fond entre mars et la fin mai. Les lacs sont gelés en novembre et décembre ; ils sont libres de glaces à partir de mai-juin. Par un hiver froid, les golfes de Bottnie et de Finlande sont presque entièrement gelés et les chenaux doivent être entretenus par des brise-glaces.
Dans le sud de la Finlande, l'été ne va que de fin mai à la mi-septembre, alors qu'en Laponie il commence un mois plus tard et finit un mois plus tôt. La différence de température entre le Nord et le sud de la Finlande est comprise entre 12 et 17 °C l'été. Du sud au centre de la Finlande, la température ne dépasse 25 °C que pendant 10 à 15 jours ; dans le Nord et le long des côtes, seulement 5 à 10 jours. Le record de chaleur est de 37,2 °C enregistrés le 28 juillet 2010 à Liperi.
Dans les régions situées au nord du cercle polaire, il y a l'été le soleil de minuit, tandis que l'hiver est dominé par une nuit polaire (kaamos). Au moment du solstice d'été, même au sud du pays, la nuit n'est pas entièrement noire (« nuits blanches »), tandis qu'à Utsjoki a la pointe Nord de la Finlande, le Soleil ne se couche pas pendant 73 jours de suite, et l'hiver il ne se lève pas pendant 51 jours. Dans le sud de la Finlande, le jour le plus court ne dure que six heures. Les aurores boréales se produisent surtout au nord, en hiver.